# Gaoussou Youssouf Siby
Gaoussou Youssouf Siby (15 de abril de 2000) es un futbolista guineano que juega en la demarcación de defensa para el Hafia FC de la Campeonato Nacional de Guinea.

## Selección nacional
El 27 de agosto de 2022 hizo su debut con la selección de fútbol de Guinea en un encuentro de clasificación para el Campeonato Africano de Naciones de 2022 contra Senegal que finalizó con un resultado de 1-0 a favor del combinado senegalés tras un gol de Mélèye Diagne.

## Clubes
| Club       | País   | Año       | Partidos | Goles |
| ---------- | ------ | --------- | -------- | ----- |
| Santoba FC | Guinea | 2019-2020 |          |       |
| Wakriya AC | Guinea | 2020-2022 |          |       |
| Hafia FC   | Guinea | 2022-     |          |       |